# Dead Flowers (canción de Miranda Lambert)
«Dead Flowers» —en español: «Flores muertas»— es una canción escrita y grabada por la cantante de música country Miranda Lambert. El 4 de mayo de 2009, la canción fue lanzada como el primer sencillo de su álbum Revolution. Además, la canción fue incluida en un lanzamiento del EP también titulado Dead Flowers.
Lambert debutó «Dead Flowers» en Academia de Música Country Awards el 5 de abril de 2009.

## Contenido
La canción es una balada en la tonalidad de Mi mayor acerca de un amor ido mal, impulsado por la guitarra acústica y percusión. El narrador está entristecido por las imágenes de flores muertas y las luces de Navidad que se queman a cabo, que simbolizan su relación actual.
Lambert obtuvo la inspiración para escribir la canción de una experiencia personal. «I had some flowers that I got for Valentines Day in a vase on the kitchen table. I was going on the road so I had to throw them in the yard. They were just laying there and it was a really sad image. The song came to me right away and was one of those ones that kinda wrote itself» (En español: «Tuve algunas flores que me dieron para el Día de San Valentín en un florero en la mesa de la cocina. Yo iba en el camino, así que tuve que tirar de ellos en el patio. Sólo estaban poniendo allí y fue una imagen muy triste. La canción me vino de inmediato y fue uno de aquellos que escribieron un poco sí»).

## Video musical
El video musical de la canción fue dirigido por Randee St. Nicholas, y fue estrenado en CMT el 16 de julio de 2009. El video comienza con Lambert sentado en una mesa con un jarrón de flores muertas. Ella se levanta y camina hacia la cocina, donde las luces de Navidad están mintiendo, suspendidos encima del mostrador. Lambert se muestra a continuación, llevar a cabo en la sala de estar con los fanes que sopla en su pelo, mientras que un hombre está mirando desde el sofá a su lado. Después de eso, ella se muestra fuera de la casa, tanto dentro como en la parte delantera de su coche, con más luces de Navidad colgado en su casa.
«Dead Flowers» debutó en el número 17 en la lista Top Twenty Countdown de CMT para la semana del 31 de julio de 2009. La canción pasó dos semanas en la cuenta regresiva, alcanzando el número 15 Sin embargo, el video debutó en el número 10 en el conteo Top 20 de GAC. ya que se ha alcanzado el número 5.

## Rendimiento en las listas
«Dead Flowers» debutó en el número 59 en Billboard Hot Country Songs trazan fechadas el 2 de mayo de 2009 y entró en el Top 40 en su tercera semana. Se cayó por debajo del Top 40 en la semana del 23 de mayo, y volvió a entrar en el Top 40 en el número 39 en la semana del 20 de junio. La canción pasó 16 semanas en la lista, y alcanzó una posición de número 37 en julio de 2009.
| Listas (2009)                      | Mejor posición |
| ---------------------------------- | -------------- |
| Estados Unidos (Hot Country Songs) | 37             |